# جيمي هوكينز
جيمي هوكينز (بالإنجليزية: Jimmy Hawkins)‏ هو منتج أفلام وممثل أمريكي، ولد في 13 نوفمبر 1941 في لوس أنجلوس في الولايات المتحدة.

## وصلات خارجية
- جيمي هوكينز على موقع IMDb (الإنجليزية)
- جيمي هوكينز على موقع إن إن دي بي (الإنجليزية)
- جيمي هوكينز على موقع قاعدة بيانات الفيلم (الإنجليزية)